# Yōhei Azakami
Yōhei Azakami (jap. 阿座上 洋平 Azakami Yōhei; ur. 7 sierpnia 1991 w prefekturze Gunma) – japoński seiyū, pracujący dla agencji Aoni Production.

## Biografia
Azakami urodził się 7 sierpnia 1991 w prefekturze Gunma. Uczęszczał do Aoni Juku, szkoły aktorstwa głosowego należącej do firmy Aoni Production. Po ukończeniu szkoły w 2011 dołączył do ich agencji. Azakami początkowo występował pod pseudonimem artystycznym Yōhei Hosono (jap. 細野 洋平 Hosono Yōhei), jednak w 2012 zmienił go na Yōhei Azakami. Jego pierwszą główną rolą była postać Kennosuke Tokisady Ōmy z serialu anime Kuromukuro.

## Filmografia

### Seriale anime
2012
- Gakkatsu! – Hiroshi-kun[6]

2016
- Kuromukuro – Kennosuke Tokisada Ōma[5]

2017
- Piacevole! – Kirihide Konno[7]
- Yōkoso jitsuryoku shijō shugi no kyōshitsu e – Masayoshi Hashimoto[8]

2018
- Seven Deadly Sins – Deathpierce[2]

2019
- One Piece – Charlotte Raisin[2]

2020
- Sakura Wars the Animation – Seijuro Kamiyama[2]
- Plunderer – Genji Akui[9]
- Get Up! Get Live! – Ren Kitami[10]
- Yahari ore no seishun Love Come wa machigatteiru. Kan – Hatano

2021
- Godzilla: Singular Point – Shunya Satō[11]
- Shiroi suna no Aquatope – Kūya Yakamashi[12]
- D_Cide Traumerei the Animation – Ryuuhei Oda[13]
- Shinkansen henkei robo Shinkalion Z – Kannagi[14]

2022
- Love All Play – Shо̄hei Sakaki[15]
- Kami kuzu Idol – Homare Hakata[16]
- Soredemo Ayumu wa yosetekuru – Ayumu Tanaka[17]
- Shin Tennis no ōji-sama: U-17 World Cup – Michael Bismarck[18]
- Duel Masters Win – Prince Kaiser[19]
- Kidō senshi Gundam: Suisei no majo – Guel Jeturk[20]
- Mushikaburi-hime – Irvine Olanza[21]

2023
- Tsurune: Tsunagari no Issha – Kenyū Ōtaguro[22]
- Bungou Stray Dogs 4 – Tecchō Suehiro[23]
- Flaglia – Tetsu[24]

### ONA
2019
- Kengan Ashura – Iwan Karaev[25]

2020
- Ghost in the Shell: SAC 2045 – Sanji Yaguchi

2021
- Shabake – Sasuke[26]
- Gundam Breaker Battlogue – Kentarō Mahara[2]

2022
- Spriggan – Jean Jacquemonde[27]

### Filmy anime
2018
- Dragon Ball Super: Broly – Leek[2]

2021
- Sailor Moon Eternal – Xenotime

2022
- The Seven Deadly Sins: Grudge of Edinburgh – Deathpierce[28]

### Gry wideo
2015
- Tōken ranbu – Shizukagata Naginata

2016
- Ys VIII: Lacrimosa of Dana – Franz, Kapitan Reed
- Samurai Warriors: Spirit of Sanada – Sasuke

2018
- God Eater 3 – gracz (mężczyzna)

2019
- Jump Force – Venoms
- The Seven Deadly Sins: Grand Cross – Deathpierce[29]
- Sakura Wars – Seijuro Kamiyama[30]
- Atelier Ryza: Ever Darkness & the Secret Hideout – Bos Brunnen[31]

2020
- Ensemble Stars!! – Rinne Amagi[2]

2021
- Samurai Warriors 5 – Shikanosuke Yamanaka[32]
- Tsukihime -A piece of blue glass moon- – Michael Roa Valdamjong[2]
- Melty Blood: Type Lumina – Michael Roa Valdamjong[33]
- Tokimeki Memorial: Girl’s Side 4th Heart – Minoru Nanatsumori[34]
- D Cide Traumerei – Ryuuhei Oda[13]

2022
- Digimon Survive – Ryou Tominaga[35]

2023
- Atelier Ryza 3: Alchemist of the End & the Secret Key – Bos Brunnen[36]

### Programy telewizyjne
- Hinatazaka de aimashō (od 2019), narrator[37]

### Dubbing
- Eraser: Reborn (Mason Pollard (Dominic Sherwood))[38]